# Соколовський Микита
Микита Соколовський (1769, с. Половецьке, тепер Богуславського району Київської області — 4 листопада 1810, Київ) — український письменник і культурно-освітній діяч.

## Біографія
Народився у родині священика. У 1782 році вступив до Київської академії, звідки у 1792 році був відправлений як найкращий студент до Московського університету «вивчати великоросійський говір і вимову». Тут впродовж трьох років здобував фах вчителя і, вивчав, зокрема, риторику, історію, право, грецьку і німецьку мови. З 1797 року викладав у Київській академії російське віршування, згодом — риторику і французьку мову. У 1809 році був обраний префектом академії (цей випадок, коли префектом обрано світську людину, став єдиним в історії дореформеної академії). Мав славу одного з найкращих академічних професорів.

## Творчість
Микита Соколовський був одним із відомих творців похвальних віршів свого часу. Його творча спадщина нараховує більш як 100 рукописних творів, проте їх значна частина ще не опублікована; рукописний збірник зберігається в ЦНБ АН України.
Твори написані російською мовою з українізмами. Серед них — церковні слова і промови, привітання високопоставленим особам, канти та хори, урочисті вірші-панегірики на честь визначних подій чи осіб (на прибуття до Києва імператора Павла І, на день ангела митрополита Єрофія тощо), а також один на честь відомих осіб — митрополита Гавриїла Бенулеску-Бодоні, московського митрополита Платона (Левшина), надгробні діалоги на смерть митрополитів Самуїла Миславського та Ієрофея Малицького. Для цих творів характерна виразна російська класицистична традиція. Серед віршів збірника відзначають як виразний зразок любовної елегійної поезії «Пісню однієї дівчини, що позбулася свого коханого».
Микита Соколовський вважається останнім поетом київської літературної школи в стінах Київської академії.